# Човен-довбанка
Човен-довбанка, каное-довбанка, довбанка, однодеревка, кадовба — човен, виготовлений шляхом видовбування серцевини стовбура одного суцільного дерева. Це тип судна, який масово використовували з доісторичних часів до XIX століття, а в Африці, на островах Тихого океану і навіть у деяких місцях Європи використовують і донині. Інша назва цього типу човна, яку переважно використовували у класичних грецьких текстах — «моноксилон» (від грец. μονόξυλον: μονό- «одиночне» + ξύλον «дерево»). Моноксилони або моноксили широко використовували кельти та стародавні слов'яни.
Довбанка — це найдавніший тип човнів, відомий дотепер археологам, перші зразки їх, знайдені в Європі, Азії та Африці, датуються неолітом (близько 8000 р. до н. е.). Можливо, це зумовлено тим, що виготовлені з масивного цільного дерев'яного стовбура човни-довбанки збереглися в часі краще, ніж човни, виготовлені з очерету, кори або шкіри. Традиції будівництва та використання човнів-довбанок в сучасному естонському регіоні Соомаа внесено до списку нематеріальної культурної спадщини ЮНЕСКО.

## Будівництво

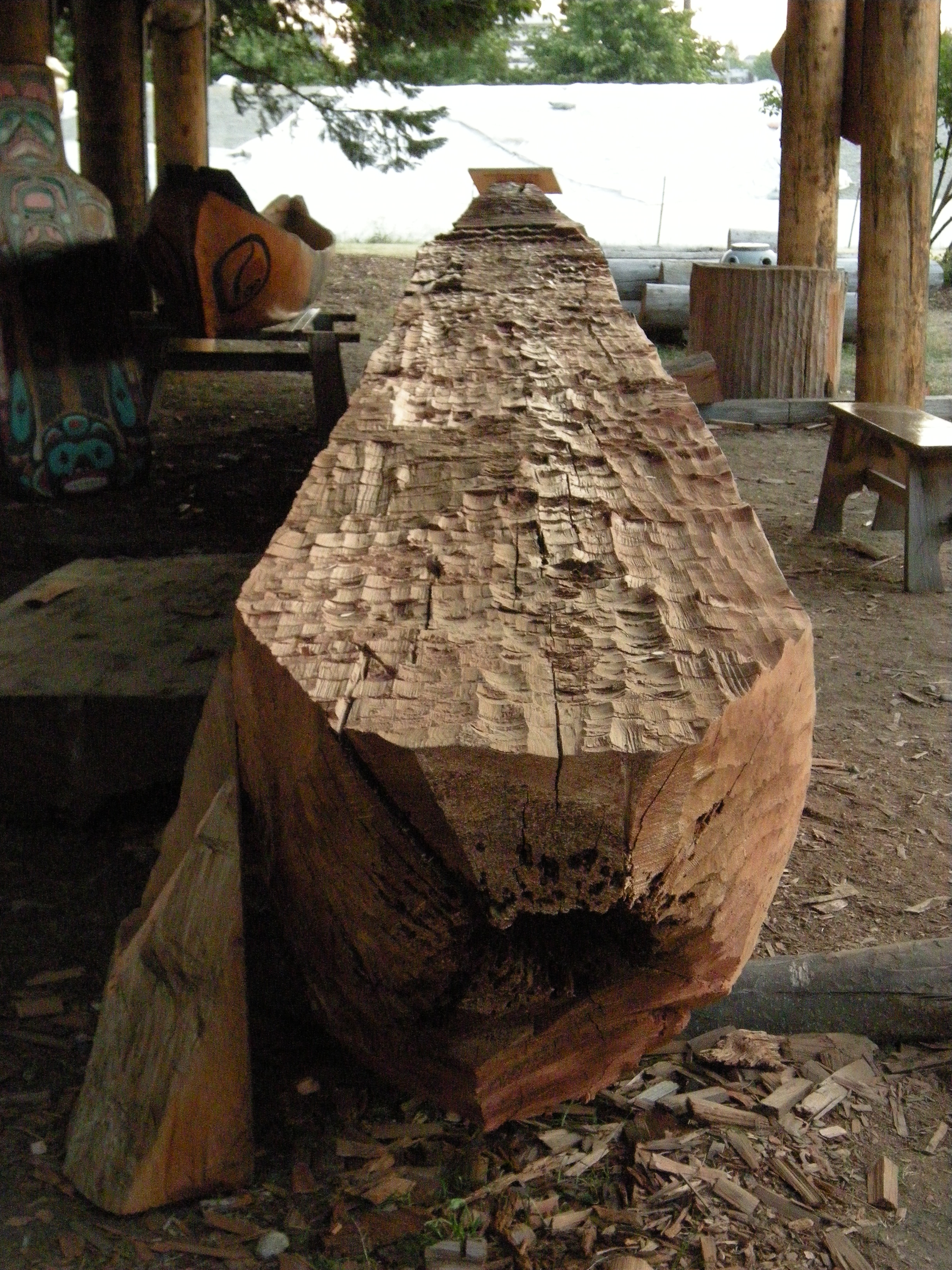
Підготовка стовбура до видовбування каное. Сіетл. США

Будівництво човна-довбанки починається з вибору колоди відповідних розмірів. Відтак з її внутрішньої частини видаляють таку кількість деревини, щоб зробити судно відносно легким та плавучим, але все ще досить міцним, щоб утримувати екіпаж з вантажем. В Північних широтах колоду зазвичай видовбували з південної сторони стовбура, там де щільність річних колець менша, а деревина м'якша, залишаючи найтвердішу частину стовбура для днища човна. Часто для виготовлення довбанок вибирали певні породи деревини, виходячи з їх міцності, довговічності та щільності. Для мінімізації опору води, зовнішню форму човна робили з загостреннями на носі та кормі.
Будівництво складається з декількох етапів. Спочатку з зовнішньої сторони колоди видаляли кору. Далі видаляли деревину з середини стовбура. До появи металевих інструментів довбанки часто виготовляли за допомогою розведення в колоді контрольованого вогнища, після чого згорілу деревину видаляли за допомогою кам'яних тесел або морських мушель.

Іншим методом є вирізання у внутрішній частині колоди паралельних насічок, а потім розколювання та видалення деревини між насічками. Після видалення внутрішньої частини, зовнішню сторону човна обтесували та робили гладкою за допомогою ножів, сокир або тесел.

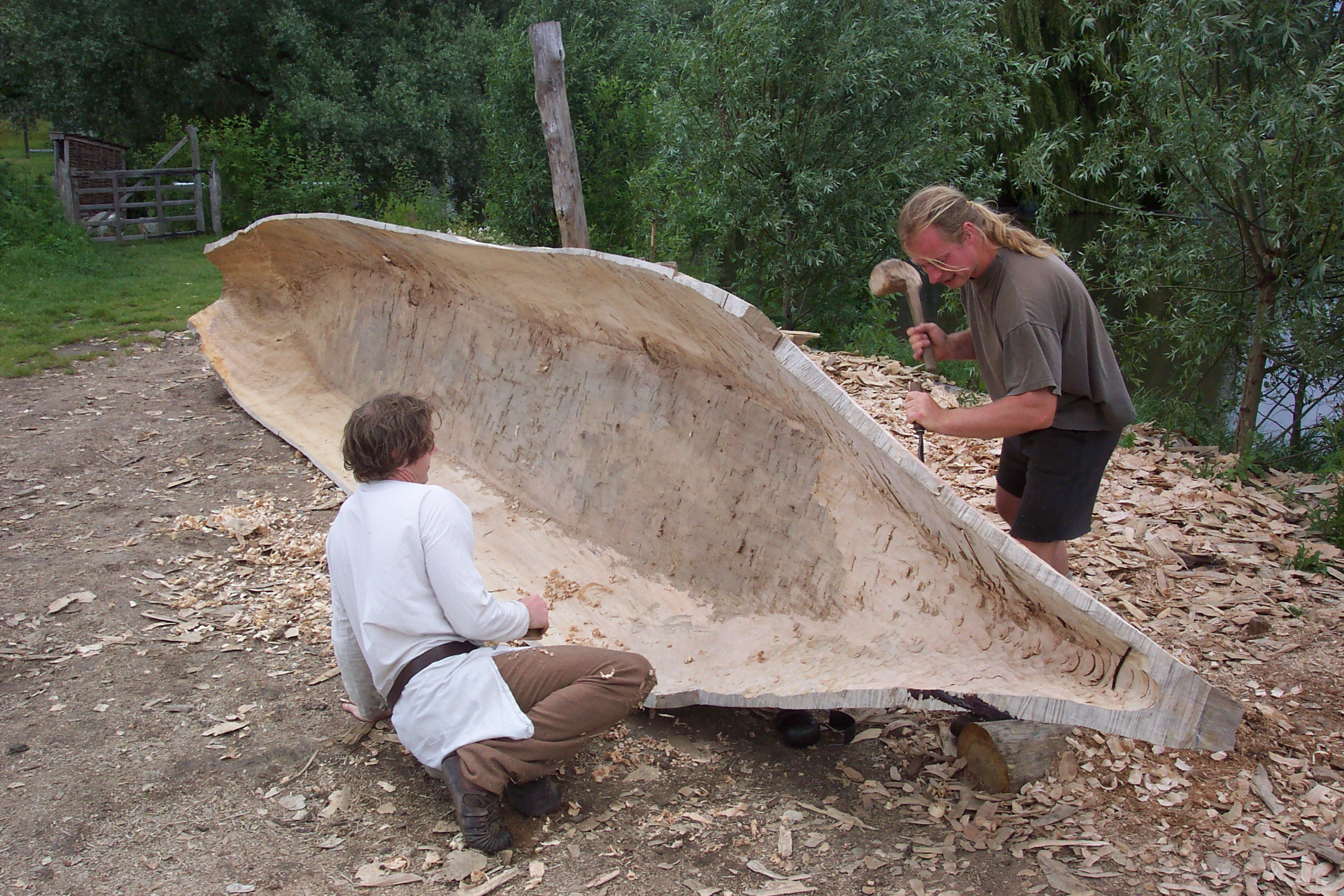
Будівництво морського човна-довбанки. Пласка форма дна досягається шляхом нагрівання і подальшого згинання бортів.

Будівництво довбанки не є технологічно складним процесом і потребує достатньо простих знарядь, проте ця робота вимагає докладення великих фізичних зусиль і займає багато часу. Щоб видовбати човен зі стовбуру достатньо будь-якої сокири (навіть кам'яної), а контрольоване використання вогню, крім того, що зміцнює деревину і захищає її від паразитів, значно скорочує витрати сил і часу. Під час етнографічних досліджень у польському прикордонному селі Ганна на річці Західний Буг було встановлено, що для виготовлення сучасними підручними засобами човна-довбанки, двом майстрам потрібно близько 7-10 днів.
Більш примітивні конструкції довбанок зберігають оригінальні форми дерева з круглим дном. Щоб створити плоскодонну форму човна з широким днищем, боки видовбаної колоди обережно розпарювали в гарячій воді, поки вони не ставали податливими, а потім вигинали.
Для плавання у бурхливих водах відкритого океану, каное-довбанки могли бути обладнані виносними балансирами (аутригерами) — одну або дві менші дерев'яні колоди кріпили паралельно до основного корпусу човна на довгих виносних планках. У випадку встановлення двох балансирів, вони кріпились по одному з кожного боку корпуса.

## Європа
У стародавній Європі багато довбанок виготовлялась зі стовбурів липи. По-перше, з часів мезоліту, після танення останнього віслинського зледеніння липи у Європі було багато і вона була легкодоступна. По-друге, в тогочасних лісах липи були одними з найвищих дерев, що сприяло будівництву довших човнів. Деревина липи також добре піддається обробці і не схильна до розколювання або розтріскування. Липа була також легша за більшість інших типів дерев у європейських пралісах, і через це човни, виготовлені з деревини липи мають більшу вантажопідйомність і їх легше переносити.
В доісторичні та історичні часи довбанки широко використовували по всій Європі. Німецький дослідник Крістіан Гірте оцінює кількість археологічних знахідок човнів-довбанок по всій Європі приблизно в три тисячі.

### Нідерланди

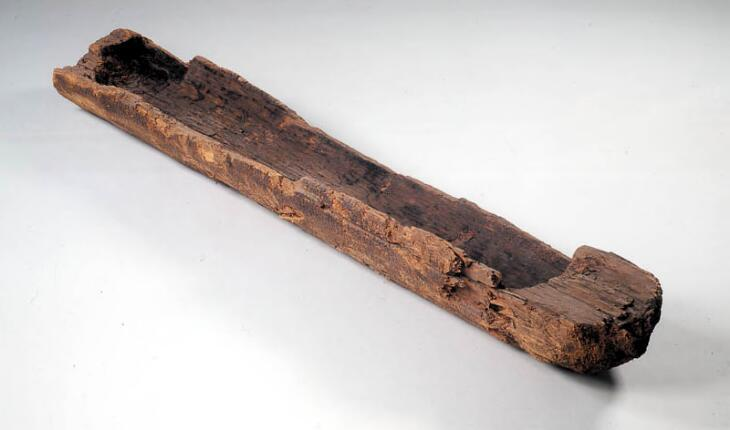
Каное з Пессе — найстаріший відомий човен у світі

Знайдене в 1955 році в провінції Дренте в Нідерландах мезолітичне каное з Пессе — соснова довбанка, яка датується періодом між 8040 р. і 7510 р. до нашої ери, вважається найстарішим знайденим досьогодні у світі човном. Інші довбанки, виявлені в Нідерландах, включають два човни з провінції Північна Голландія: один знайдений в 2003 р. поблизу Ейтгеста, датований 617—600 рр. до н. е. і другий, знайдений в 2007 році поблизу Ден-Увера, датований 3300-3000 рр. до н. е..

### Франція
На території Франції найдавніші відомі довбанки були виявлені в регіоні річки Сени. Знайдена в старому річищі Сени Нуаян-сюр-Сенська довбанка, виготовлена зі стовбура сосни, датується мезолітом — приблизно 7190-6450 рр до н. е.. Знайдені на території Парижа Берсійські човни-довбанки були виготовлені вже в неоліті — в період між 4800-4300 і 2700 роками до нашої ери.

### Німеччина
У Німеччині такий тип човнів знаний як айнбаум (нім. Einbaum, дослівно — «одне дерево»). У старому ганзейському місті Штральзунді у 2002 році було розкопано три човни, які отримали назву Штральузндські довбанки. Два човни були датовані близько 5000 роками до н.е і виявились найстарішими човнами, знайденими в Балтійському регіоні. Третій човен (віком 4000 років до н.е) був завдовжки 12 метрів і є найдовшим човном-довбанкою, знайденим у цьому регіоні. На жаль, знахідки були пошкоджені і втрачені через погані умови зберігання.

### Швейцарія
Найстарішим човном, знайденим у Швейцарії, вважається датована серединою V тис. до н. е. довбанка, що була виявлена в 2011 році під час розкопок на узбережжі озера Моос в Моосзеедорфі, кантон Берн. Ця довбанка була виготовлена з липи й мала довжину близько 6 метрів при ширині 65 см і товщині бортів всього один сантиметр.
У 1991 році залишки довбанки з липи довжиною майже 6 метрів були знайдені в місті Меннедорф-Штрандбад, біля Цюрихського озера. Цей човен був датований приблизно 4000 роком до н. е..

### Італія
Найстаріший човен-довбанка в Середземноморському регіоні Європи був знайдений в 1993 році при підводних археологічних розкопках ранньонеолітичного селища La Marmotta на озері Браччано в Лаціо, Італія. Це майже 10-метровий човен віком приблизно 7500 років до н.е., що отримав назву La Marmotta-1. Пізніше на цьому ж місці було знайдено ще декілька човнів-довбанок. Ці човни, разом із іншими знахідками з селища La Marmotta, зберігаються в спеціально створеній залі в Національному музеї доісторичних часів і етнографії в Римі.
Оскільки озеро Браччано через річку Арроне з'єднується з Тірренським морем, була висунута гіпотеза, що човни-довбанки, подібні знайденим, могли використовувати для плавання у відкритому морі. Щоб перевірити цю версію, команда чеських археологів побудувала репліку човна та пропливла на ньому близько 800 км уздовж узбережжя Середземного моря, підтвердивши його морехідні якості.

### Велика Британія

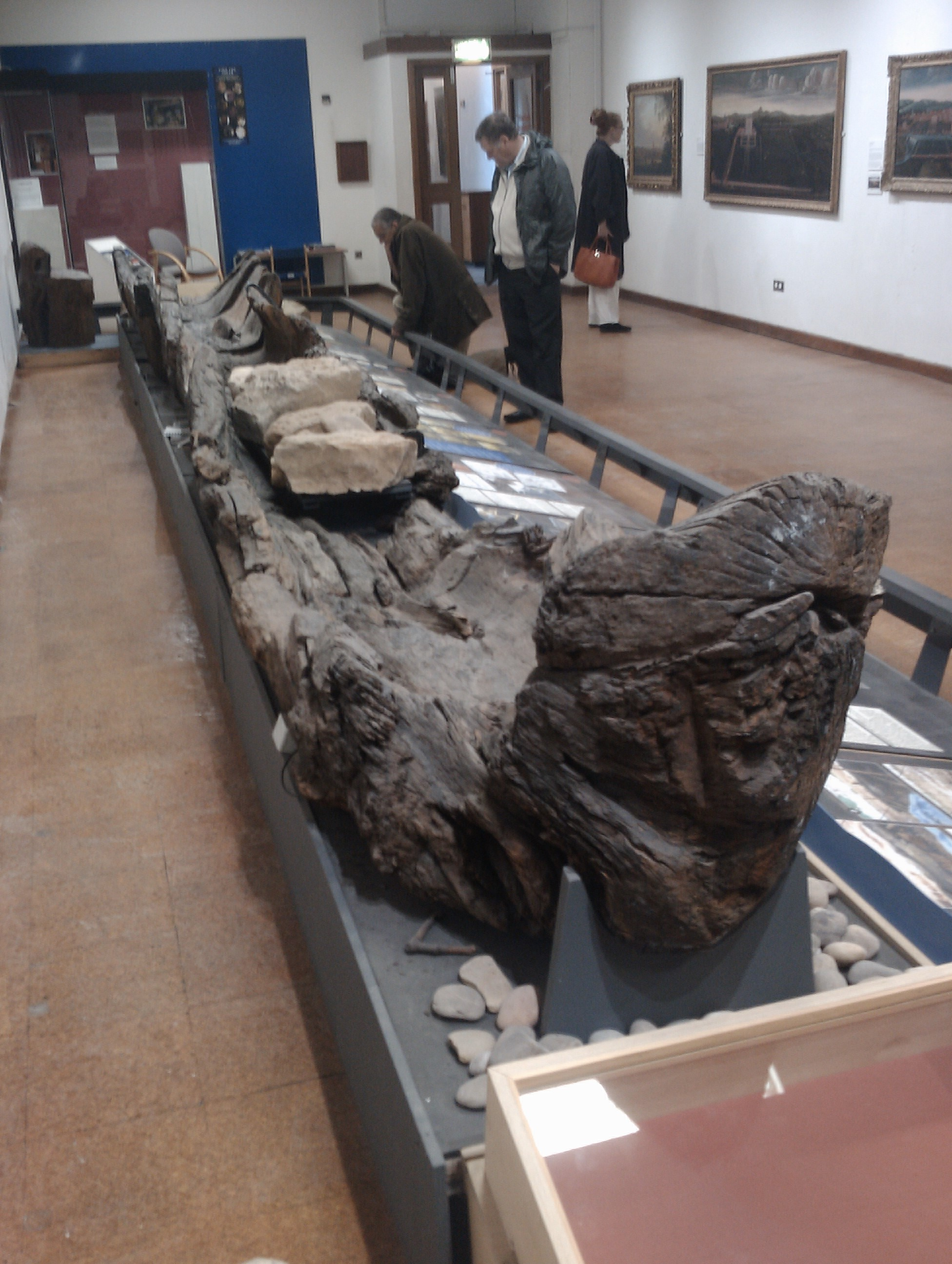
Генсонська довбанка

Найстарішу на території Великої Британії Генсонську довбанку було знайдено у 1998 році в Шардлоу на південь від Дербі, Англія. Чотириметровий човен, який був датований бронзовою добою (приблизно 1500 р. до н. е.) тепер експонується в музеї Дербі. 2001 року на півдні Шотландії в Карпов-Бенк, поблизу Абернеті в естуарії річки Тей було розкопано дев'ятиметрову Карповську довбанку доби пізньої бронзи, що датується приблизно 1000 р. до н. е. Карповська довбанка є одним із найкраще збережених доісторичних човнів-довбанок в Британії і другим за віком човном-довбанкою в Шотландії.

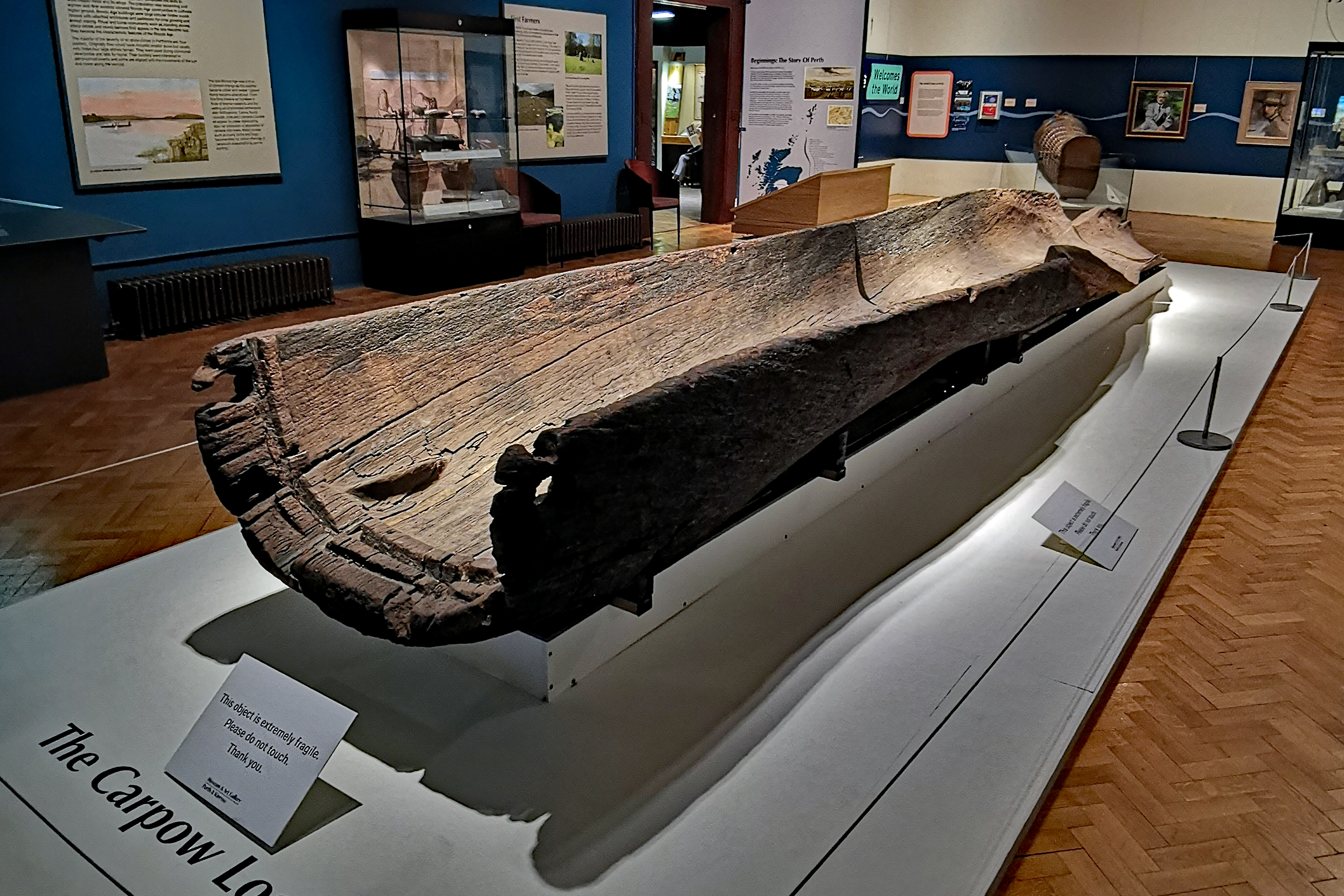
Карповська довбанка в музейній експозиції

Човни пізньої залізної доби (близько 300 року до н. е.) — Пульську та Гесголмську довбанки було виявлено, відповідно, в Дорсеті і Східному Йоркширі в Англії. Загальна довжина Гесголмського човна становить 13 метрів при ширині 1,4 метра, така ширина дозволяла гребцям сидіти на лавах по двоє. Університет міста Галл, в якому зберігається Генсонський човен, описав його в 2010 році як найдовший знайдений човен-довбанку у Великій Британії.
У 2012 році в парку Гліндур, Монмут, Монмутшир в Уельсі, під час розкопок, проведених Археологічним товариством Монмута, було виявлено три паралельні канали, які на думку дослідників використовували для спуску на воду неолітичного тримарана-довбанки, подібного довжиною до човна з Лергана. Вуглецевим аналізом човен був датований 3700 +/- 25 р.р. до н.е.

### Ірландія
У 1902 р. дубовий човен-довбанка завдовжки 15 м і 1 м завширшки був знайдений в Аддергуле-Бог, Лерган, графство Голвей в Ірландії, і експонується в Національному музеї Ірландії. Радіовуглецева дата лурганського човна становила 3940 +/- 25 р.р. до н. е. На човні є отвори, що свідчать про те, що він мав аутригер або був приєднаний до іншого човна.

### Скандинавія
У Скандинавії було знайдено багато доісторичних човнів-довбанок. Ці човни використовували для перевезення вантажів та для риболовлі, а іноді — для китобійного промислу та полювання на моржів. Довжина довбанок була обмежена розмірами дерев у прадавніх лісах і досягала 12 метрів завдовжки.

У Данії в 2001 р., а також за кілька років до цього, під час широкомаштабних археологічних розкопок в місті Егодален, на північ від Орхуса, було виявлено кілька видовбаних каное з липи. Вони були датовані вуглецевим аналізом 5210-4910 р.р. до н. е. і є найстарішими дотепер відомими човнами в Північній Європі.

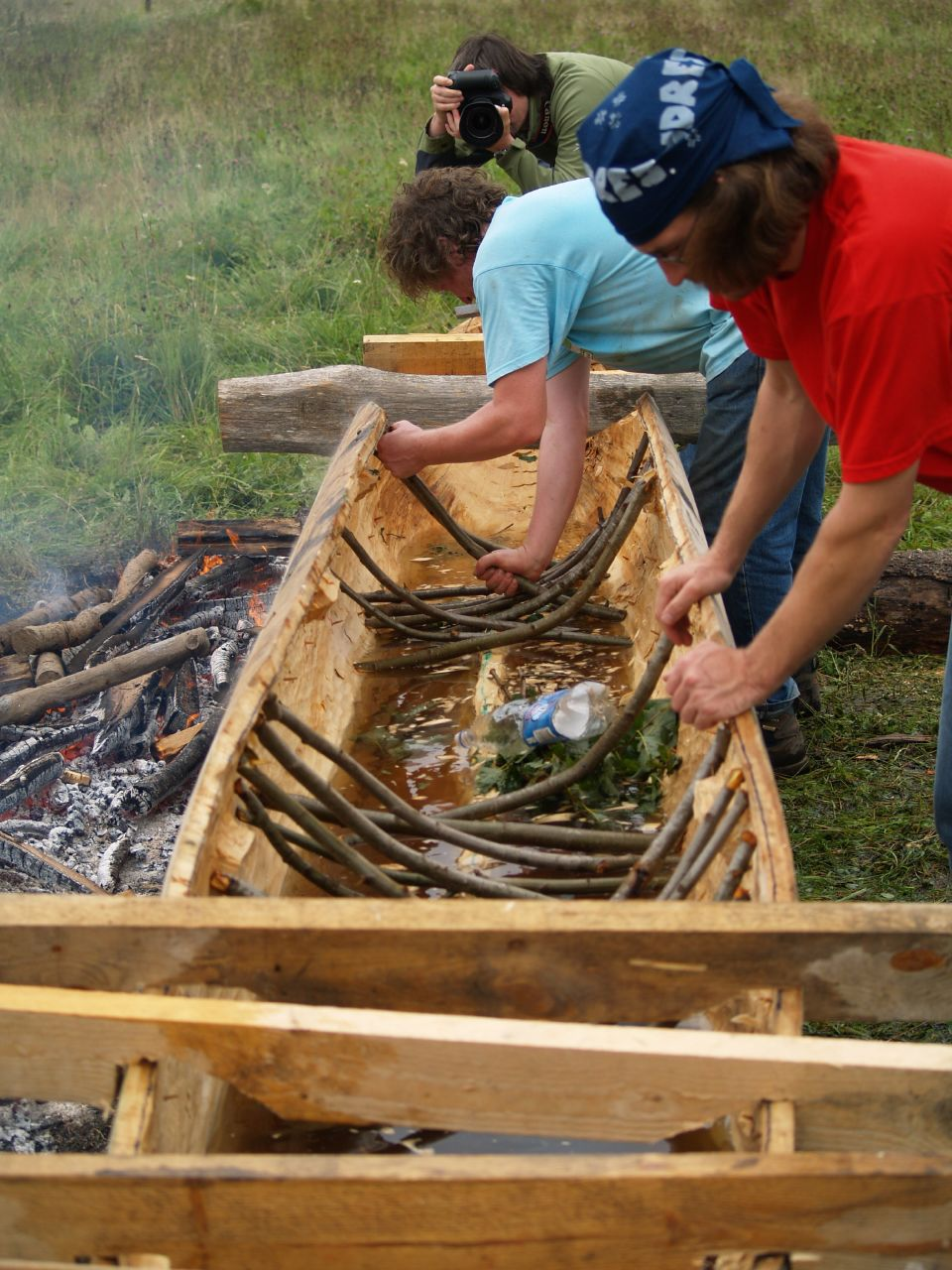
Будівництво довбанки в Естонії. Національний парк Соомаа, 2008 рік

У Скандинавії в пізніших моделях довбанок борти човнів нарощували за допомогою додаткових дошок, що покращувало вантажопідйомність і морехідні якості цих човнів. Врешті-решт, довбанка зменшилася до виготовленого з цільної колоди кіля, а корпус човнів стали виготовляти повністю з дошок.

### Країни Балтії
У країнах Балтії традиція виготовляти човни-довбанки збереглася до XX—XXI століть в Естонії, де сезонні повені в пустоші Соомаа площею 390 км2 унеможливлюють інші звичайні засоби пересування, крім човнів. В останні десятиліття новий сплеск інтересу до виготовлення довбанок (естонською гааб'яс) відродив в Естонії цю традицію. 1 грудня 2021 року традиції будівництва та використання човнів-довбанок в естонському регіоні Соомаа було внесено до списку нематеріальної культурної спадщини ЮНЕСКО.

### Чехія
У Чехії знайдено понад 40 доісторичних човнів-довбанок. Останньою у 1999 році було знайдено 10-метрову Могельницьку довбанку в Могельніце (округ Шумперк). Він виготовлений з дубової колоди і має ширину 1,05 м. Човен датується приблизно кінцем III століття до нашої ери, часами кельтської колонізації Моравії. Географічно чеські знахідки каное-довбанок зосереджені вздовж річок Ельба та Морава.

### Польща

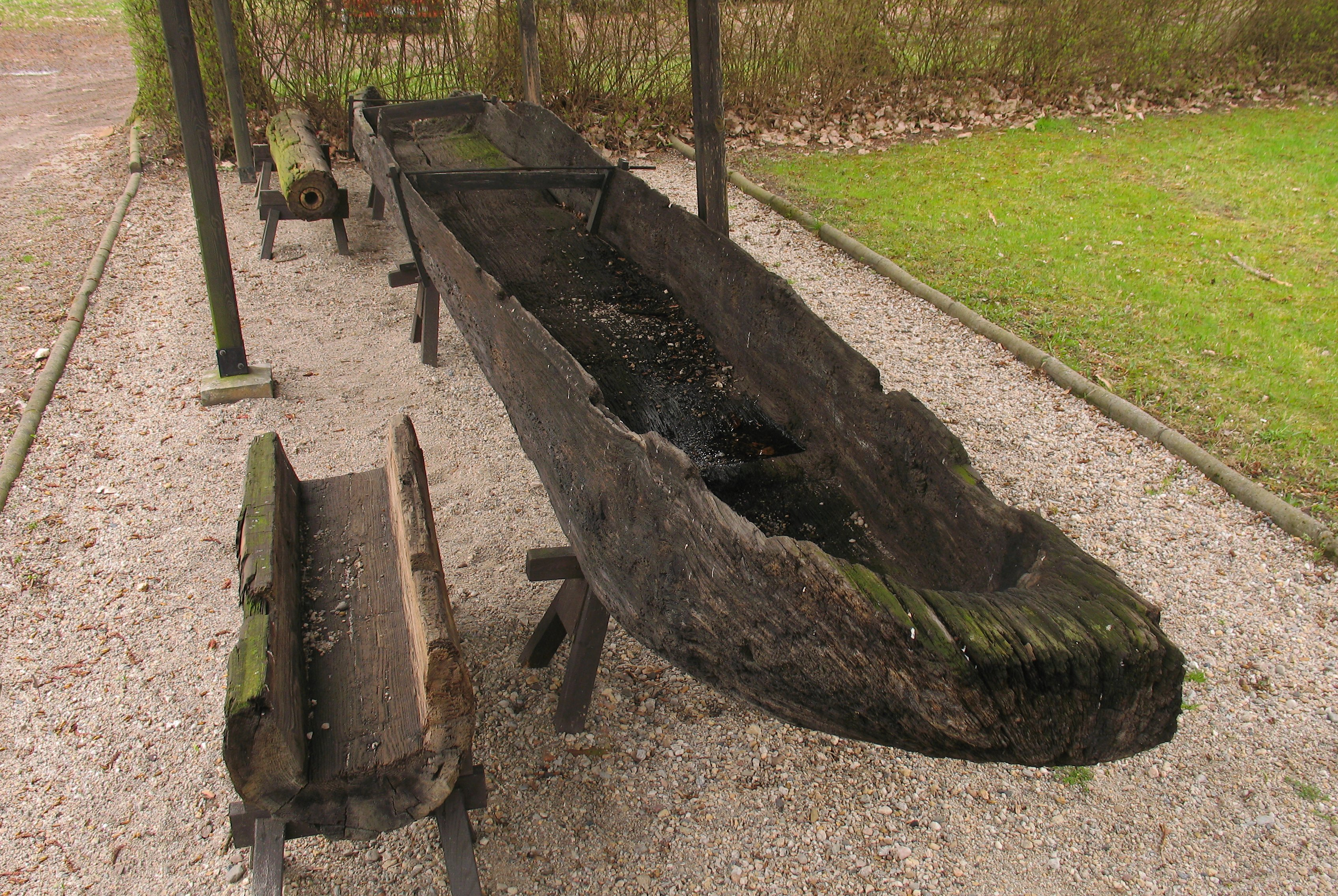
Слов'янська довбанка X ст, знайдена в річці Одер.

Польща відома так званими човнами-довбанками типу Lewin, знайдених біля міста Левін-Бжеський, сіл Козел і Рошовіцький-Ляс, і пов'язаних з Пшеворською культурою перших сторіч нашої ери. Човни-довбанки типу Lewin мають характерний квадратний або трапецієподібний переріз, прямокутні торці корпусу і малу висоту бортів по відношенню до довжини судна. Крім того, майже всі човни типу Lewin мають один отвір в носовій частині і два на кормі. Низька висота бортів є наслідком того, що колоду для човнів розколювали уздовж навпіл, щоб отримати дві однакові заготовки з одного стовбура. Перевага полягала в отриманні двох ідентичних подвійних корпусів, які потім з'єднувались, утворюючи двокорпусний катамаран або пліт. Парні корпуси з'єднувалися поперечними жердинами, які не проходили крізь отвори в торцях платформи, а кріпилися або до верхнього краю бортів, або в спеціальних пазах, створених на торцях корпусу. Зазвичай такі судна було 7–12 м завдовжки, а найбільші з них, завдяки особливій конструкції могли перевозити до 1,5 тонн вантажу.

### Україна
В трактаті візантійського імператора Костянтина Багрянородного «Про управління імперією» є згадка про те, що слов'яни будували «моноксили» (тобто, однодеревні човни):

| Підвладні Русі слов'яни, що звуться кривичі й лучани і інші слов'яни, вирубують на зиму дерева на човни, обробляють і як прийде час, коли розтане лід, спускають їх у близькі озера. І як спустять у річку Дніпро, їдуть цією рікою, приходять до Києва, витягають човни і передають Русі. А Русь купує самі кадовби, розбиває давні однодеревки, бере з них весла, уключини до весел, та інший припас і споряджає нові. |
| — Трактат «Про управління імперією» візантійського імператора Костянтина Багрянородного (X століття) . |

Ці човни використовували для набігів на Візантійську імперію під час русько-візантійських воєн IX—X століть. Русичі використовували довбанки для нападу на Константинополь і з дивовижною швидкістю та рухливістю відступали на них у свої землі. Через це в деяких візантійських джерелах до Русі застосовували ім'я Δρομίται («дроміти», букв. «люди, що біжать»). Моноксили часто супроводжували більші галери, які служили центрами управління. Кожна слов'янська довбанка могла вмістити від 40 до 70 воїнів.

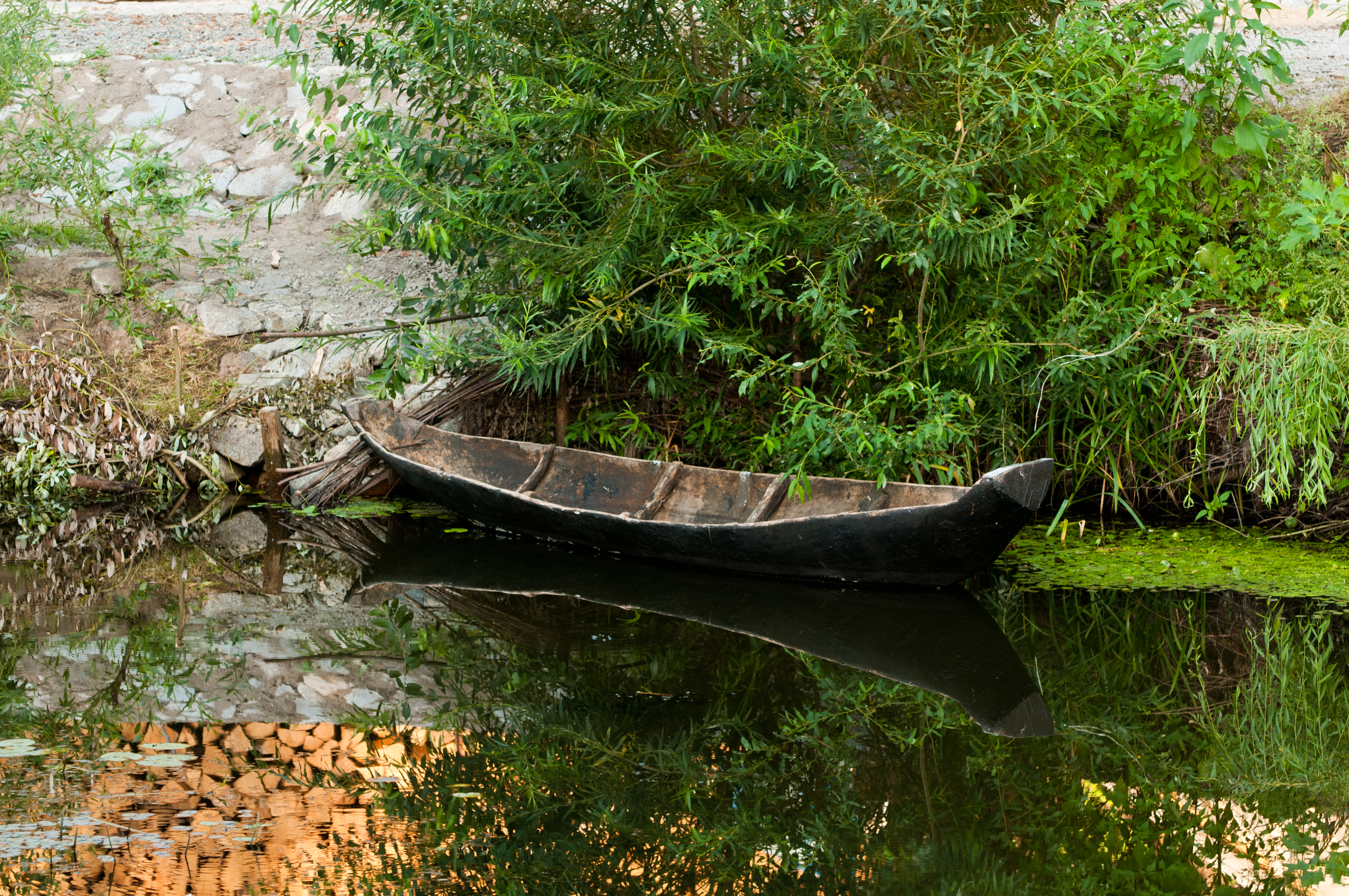
Українська довбанка кінця ХІХ ст

Військові ж кораблі київських князів-язичників були невеликі, робились вони їх з цільного дерева і звали їх лоді (ладді). Були лоді звичайні, тобто видовбані з дерева (на зразок моноксилів), були й так звані «побойні» — пооббивані горизонтально, вздовж стовбура дошками. Вони мали кермо, щоглу, яку можна було зняти та покласти на дно вітрила, були порівняно легкими, так що їх можна було транспортувати по суші. Кожен такий корабель містив близько 40 осіб і рухався переважно за допомогою весел.
На узбережжі Балтійського моря, знайдено залишки такого одноцільного човна на 15 метрів завдовжки.
Козаки Запорозького війська славились вмілим використанням човнів-довбанок, які виходили з Дніпра для нападів на узбережжя Чорного моря в XVI—XVII століттях. Використовуючи невеликі, пласкодонні та дуже маневрені човни, знані як чайки, вони швидко пересувались Чорним морем. Чайки були довбанками з нарощеними за допомогою дошок бортами. Згідно з власними звітами козаків, ці судна, які перевозили екіпаж від 50 до 70 чоловік, могли досягти узбережжя Анатолії від гирла Дніпра за сорок годин.
Довбанка побутувала в багатьох районах України аж до початку ХХ ст., а на території Полісся нею подекуди користуються і досі. Народні назви цього типу човна — «човен», «дуб», «дубовка», «душогубка», «кодлуб», «кадовба» тощо. Слово «комига» на позначення видовбаного човна зустрічається у Франка.
У 1984 р. човен-довбанку виявили в невеликому озері в с.Любитів Ковельського р-ну Волинської обл. Через рік його підійняли на поверхню і передали до Волинського обласного краєзнавчого музею, де наукові співробітники успішно здійснили його консервацію. Для збереження судна використали водний розчин клею ПВА, скипидару та оліфи. Довжина човна сягає 3,7 м, найбільша ширина — 0,52 м. Радіовуглецевий аналіз деревини любитівського човна, зроблений в Інституті геохімії і фізики мінералів АН УРСР (зараз НАНУ), показав, що довбанка була виготовлена між 4285 і 4145 рр. до н. е. (Кі-3586). Однак цілком покладатися на цей висновок не можна — цьому суперечить серія знаків, нанесена на внутрішній бік правого борту. З огляду на них, навіть найсміливіші датування цієї довбанки не можуть виходити за межі середньовіччя.
27 серпня 2015 року в урочищі Гострий кут між селами Копилля і Старосілля на Волині у річці Стир було знайдено середньовічний човен-довбанку. Перші дослідження за допомогою радіовуглецевого аналізу вказали, що човен був зроблений в XI—XIV століттях. А на основі досліджень європейських інституцій із Центру підводних досліджень університетів Клайпеди та Вільнюса уточнили: човен виструганий із суцільної колоди в 1223—1295 роках. Цей човен планують експонувати в краєзнавчому музеї в Маневичах.
У 2020 році поблизу села Хочине Олевського району на Житомирщини на дні річки Уборть було знайдено 9-метровий, як вважають, можливо ще древлянський човен-довбанку, який кілька століть пролежав на дні.
В 2023 році у запорізькому заказнику «Дніпровські Пороги» виявили 7-метрову дубову довбанку, виготовлену з цільного стовбура дуба, вік якої може сягати 300—500 років. Човен виявили працівники заповідника, коли досліджували ділянку берегової зони, яка обміліла після підриву Каховської ГЕС.
Довбанку виготовляли в три етапи: збір та заготівля матеріалу, попередня його обробка та видовбування. Для довбанок підбирали дерево лише з певними параметрами — діаметр стовбура у прикореневій частині повинен був сягати щонайменше 70-80 см. Дуб для довбанок рубали переважно взимку, після чого три-чотири роки витримували на свіжому повітрі, щоб він «переболів». Видовбаний з такого матеріалу човен довше зберігався та менше коловся.

## Африка

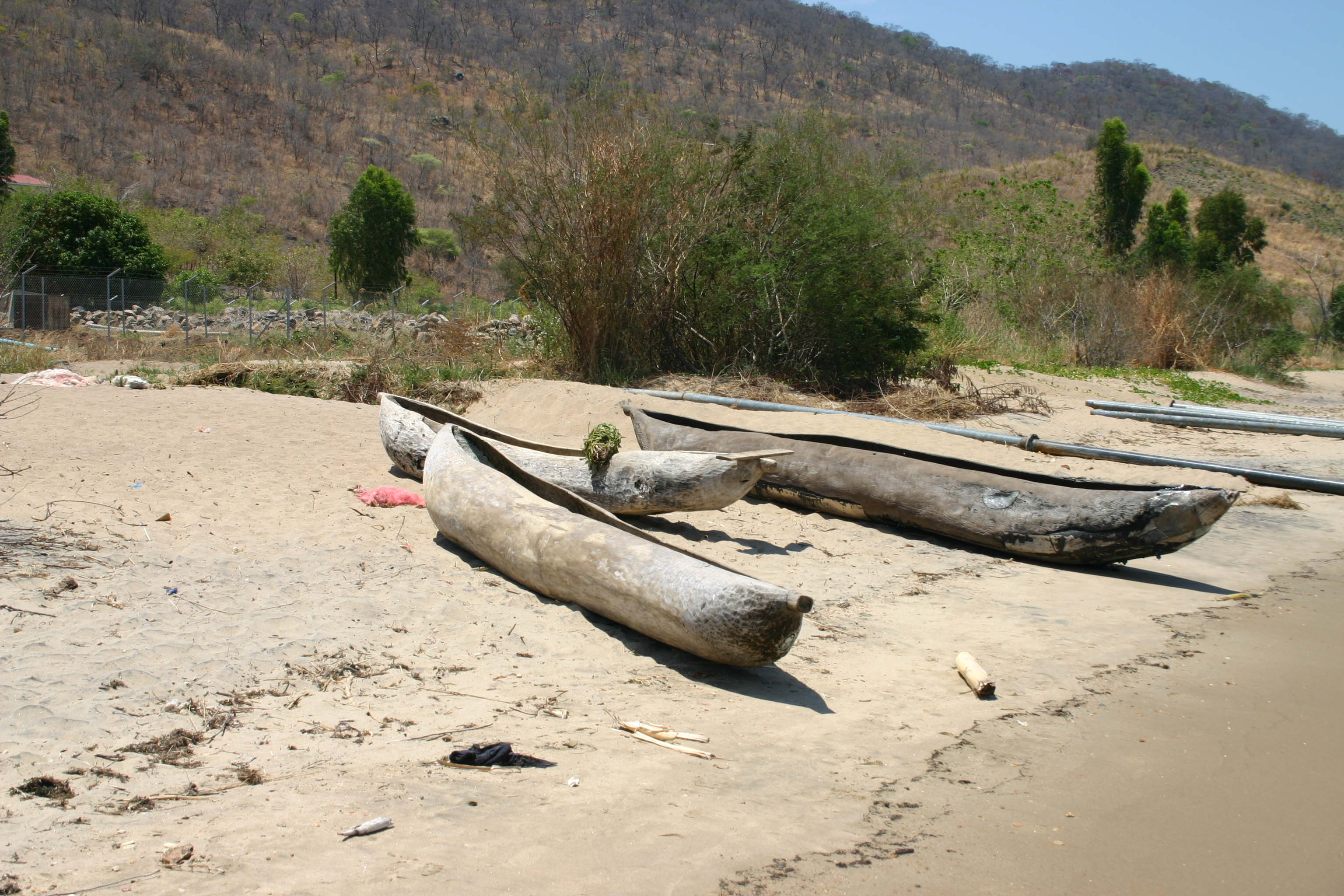
Каное-довбанки на березі озера Малаві

Дуфунське каное з Нігерії — човен-довбанка віком близько 8000 років, найстаріший човен, виявлений в Африці, і третій за віком у світі.

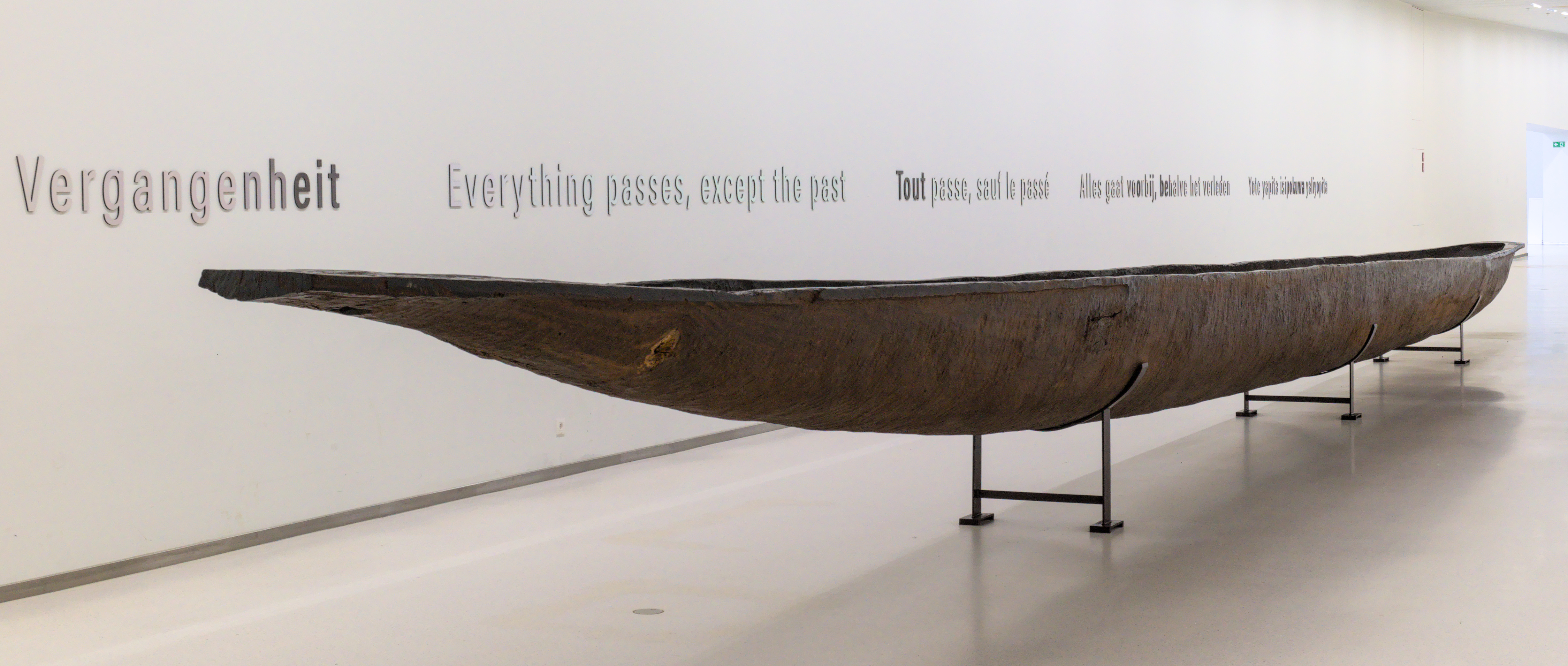
Конголезька довбанка завдовжки 22,5 м і вагою 3,500 кг в Королівському музеї Центральної Африки в Тервюрені

На території Нігерії були знайдені теракотові скульптури, що відносяться до культури Нок (990 р.д.н.е-200 р. н. е.), серед яких були зображення каное-довбанки з двома гребцями та їх товарами. Обидві антропоморфні фігури у човні тримають весла. Теракотові скульптури з зображенням довбанки вказують на те, що люди Нок використовували каное-довбанки для транспортування вантажів уздовж приток річки Нігер та здійснювали обмін товарами через регіональну торгову мережу. Теракотове зображення фігури з морською черепашкою на голові може вказувати на те, що розмах цих річкових торгових шляхів, можливо, поширився до узбережжя Атлантичного океану. Будучи другою найдавнішою формою водного судна, відомою в Субсахарській Африці після Дуфунського каное, теракотове зображення каное-довбанки культури Нок було створено в центральному регіоні Нігерії протягом першого тисячоліття до нашої ери.
Добре зрошувані тропічні ліси та лісисті савани в Субсахарській Африці забезпечують як водні шляхи, так і джерела деревини для човнів-довбанок, які є типовими човнами від басейну річки Лімпопо на південному сході до Західної Африки. Африканський тик — це деревина, яка надзвичайно придатна для виготовлення довбанок, хоча ця назва насправді охоплює ряд різних порід.
Каное-довбанки дотепер досить поширені і їх використовують у різних внутрішніх і приморських регіонах Африки. Каное-довбанки, такі як мокоро в розлогій дельті Окаванго призначені для плавання по внутрішнім водоймам, тоді як для плавання у відкритому морі використовують як звичайні довбанки (такі як мтумбві), так і довбанки з одним виносним аутригером, як лакана на Мадагаскарі, або довбанки з двома аутригерами (тримарани) типу нгалава, що поширені на узбережжі Суахілі.
Каное-довбанки дотепер широко використовують африканські народності для транспортування людей і вантажів, для риболовлі та полювання, включаючи, в минулому, дуже небезпечне полювання на бегемота. У франкофонних районах Африки каное-довбанки називають пірогами.

## Азія

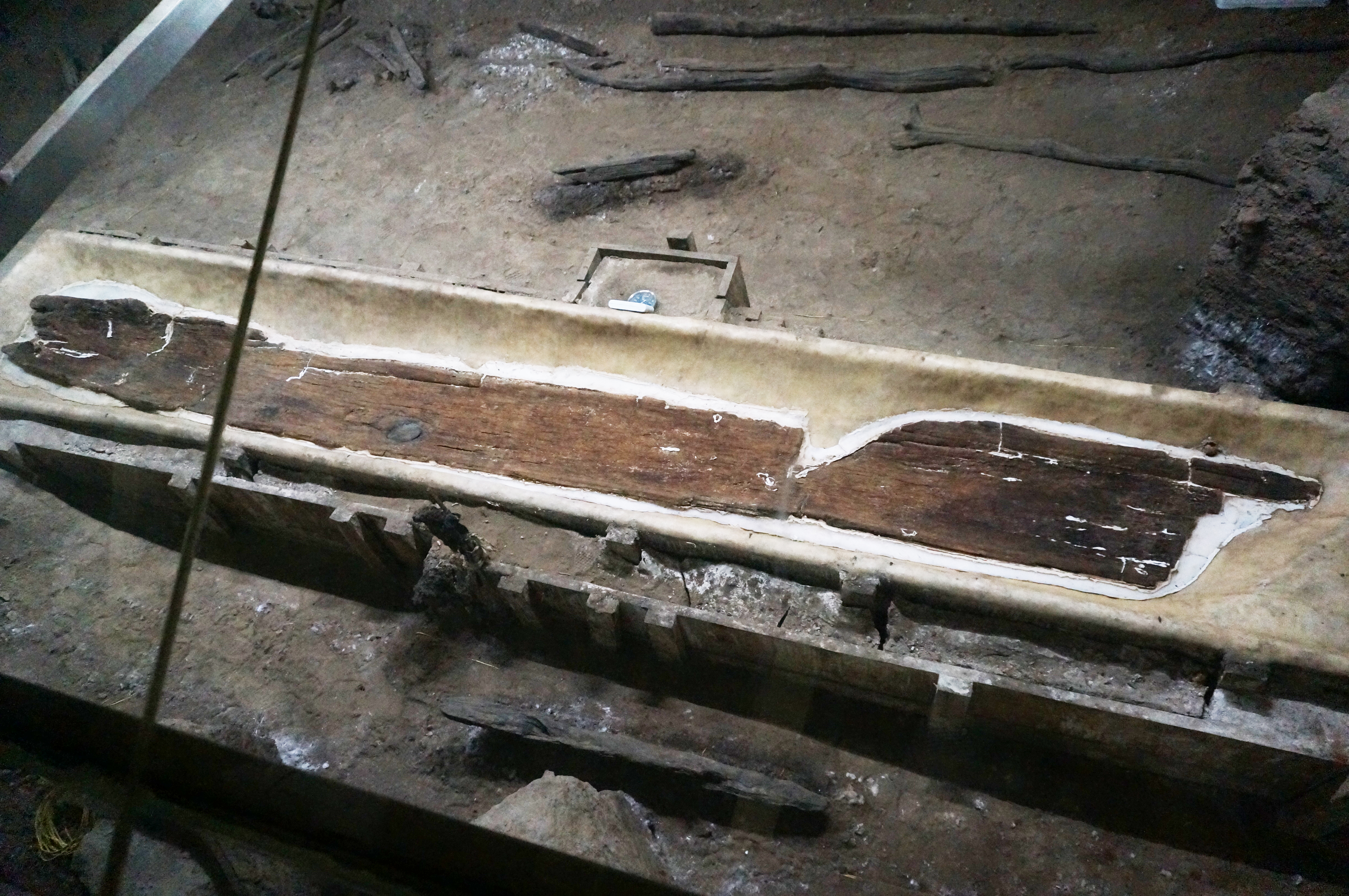
Залишки 8000-річного човна-довбанки, розкопані в Китаї

8000-річний човен-довбанку знайшли археологи на сході Китаю в Куахуцяо, провінція Чжецзян. Це найдавніший човен, знайдений в Азії і другий найдавніший в світі, після європейської довбанки з Пессе.

Арабські племена на Аравійському півострові, поруч з «зшитими» човнами дау, традиційно широко використовували для риболовлі невеличкі човни-довбанки — хуррі.

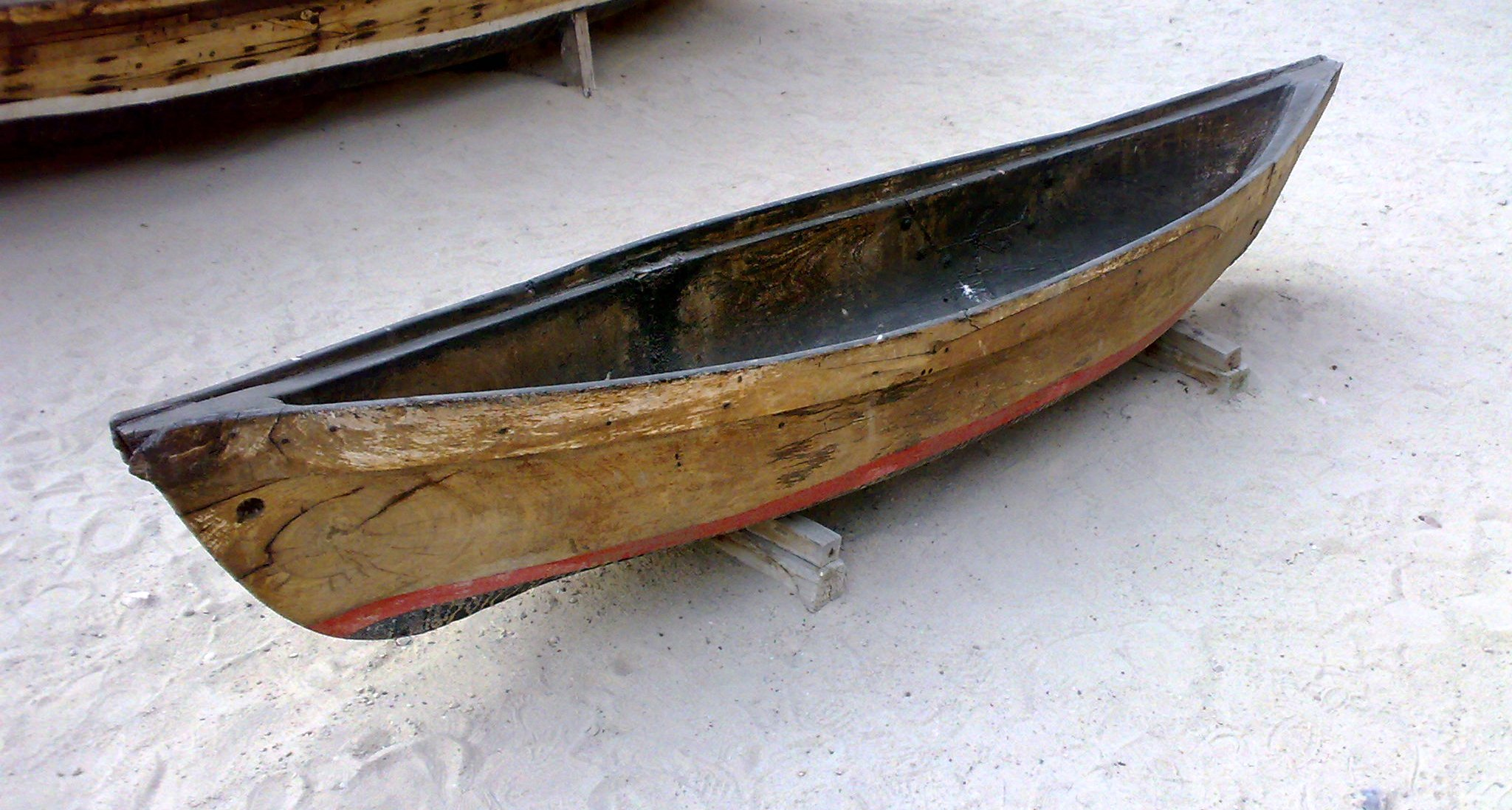
Арабський човен-довбанка хурі (houri) з Аравійського п-ва. Морський музей в Дубаї

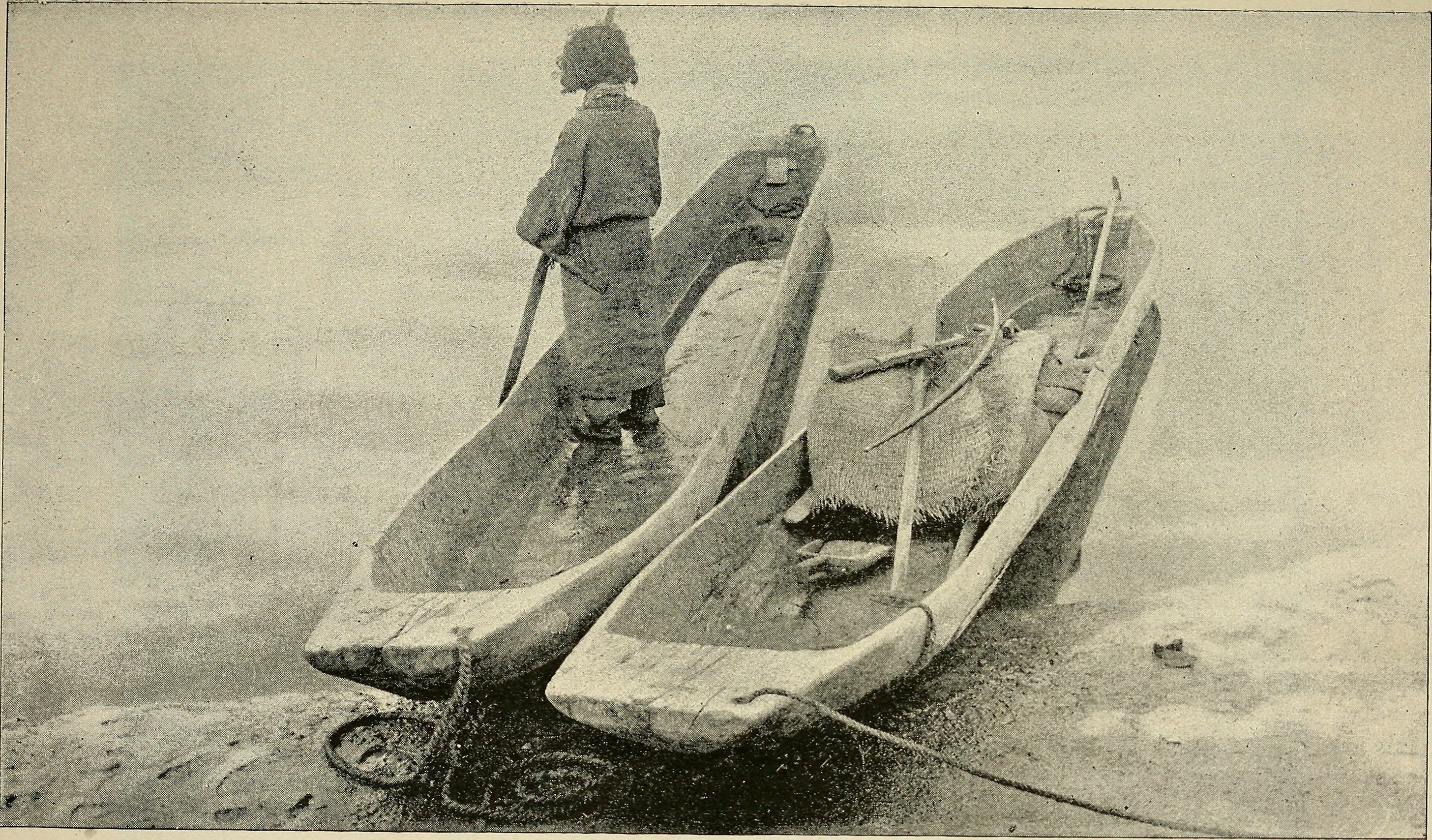
Човни-довбанки айнів в 20-х роках епохи Мейдзі.

Мокен, етнічна група морських кочівників, яка мешкає в архіпелазі Мерґі в М'янмі та на півночі Таїланду дотепер будує і використовує каное-довбанки. Згідно з легендами народу Мокен про їх походження, міфічна королева покарала їх предка за порочне кохання до своєї невістки, прирікши його та його нащадків до життя у морі в човнах-довбанках. Довбанки Мокен мають характерне заглибленнями спереду та в кормі човна — «рот, що їсть і тил, який випорожнюється», що символізує нескінченний цикл прийому їжі, перетравлення та дефекації.
Столітній недобудований човен-довбанка величезних розмірів (вагою п'ять тонн і розміром 8х2х1,5м) був випадково знайдений у листопаді 2010 року в містечку Барангай Касаніколасан, Росалес, Пангасінан, Філіппіни, в річці Лагасіт, поблизу річки Агно. Зараз ця довбанка демонструється перед муніципальною ратушею. На Філіппінах традиційні човни-довбанки, такі як овонг чи джункун дотепер широко застосовуються для риболовлі і транспортних цілей.
В Японії айни — мешканці північних островів Японського архіпелагу широко використовували човни-довбанки до початку XX століття. Шляхом нарощування бортів своїх довбанок за допомогою додаткових дошок, айни будували морські човни — ітаомаціпи, на яких вони плавали по відкритому морю між Хоккайдо та сусідніми островами.

## Америка

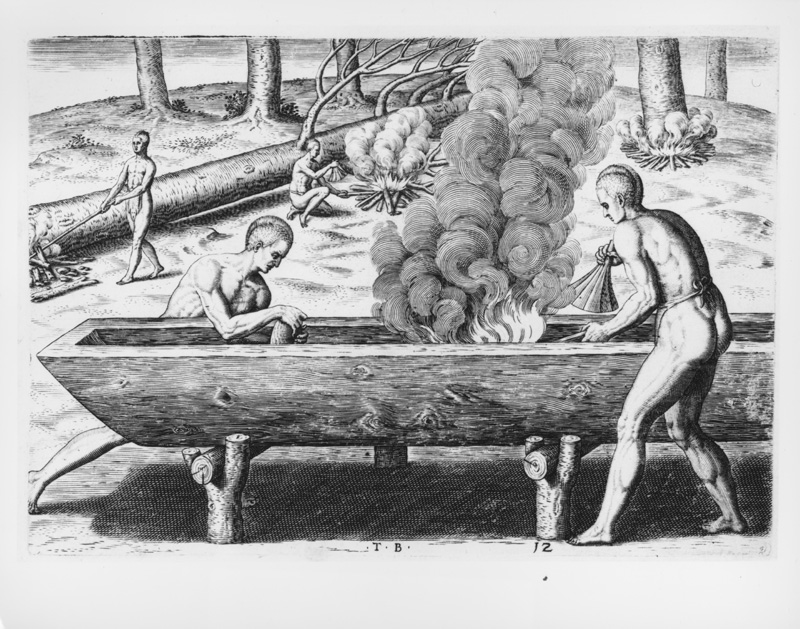
Американські індіанці виготовляють каное-довбанку за допомогою вогню та морських мушель. Малюнок 1590 року

Каноє-довбанки будувались тубільцями на всій території Америки, де були доступні стовбури дерев відповідного розміру.
Корінні американці тихоокеанського північного заходу були і залишаються дуже вправними майстрами в обробці дерева. Найвідоміші своїми стовпами-тотемами заввишки до 24 м, вони також будували каное-довбанки завдовшки понад 18 м, які використовували як для повсякденного вжитку, так і для використання в обрядах. У штаті Вашингтон каное-довбанки для океанічних мандрівок традиційно виготовляють із величезних стовбурів рослин з родини кипарисових (наприклад, з туї велетенської), тоді як для плавання по невеликих внутрішніх річках використовували менші стовбури ялини. Це було зумовлено зокрема й тим, що кипарисові колоди мають набагато більшу стійкість до солоної води, ніж ялинові.
У 1978 році Джорді Точер з двома напарниками здійснив плавання з Ванкувера в Канаді до Гаваїв на каное-довбанці під назвою Оренда-2 (Orenda II), яке було збудоване на основі конструкцій човнів племені хайда, але додатково озброєне вітрилами. Довбанка була виготовлена з сосни виду Псевдотсуга Мензіса, мала 12 м довжини і важила 3,2 тонни. Плавання було покликане перевірити припущення достовірності легенд індіанців хайда про те, що їх предки в стародавні часи здійснювали подорожі до Гаваїв Загалом протягом двох місяців перебування в морі, вітрильне каное пройшло в океані близько 4500 миль (7242 км).

## Океанія

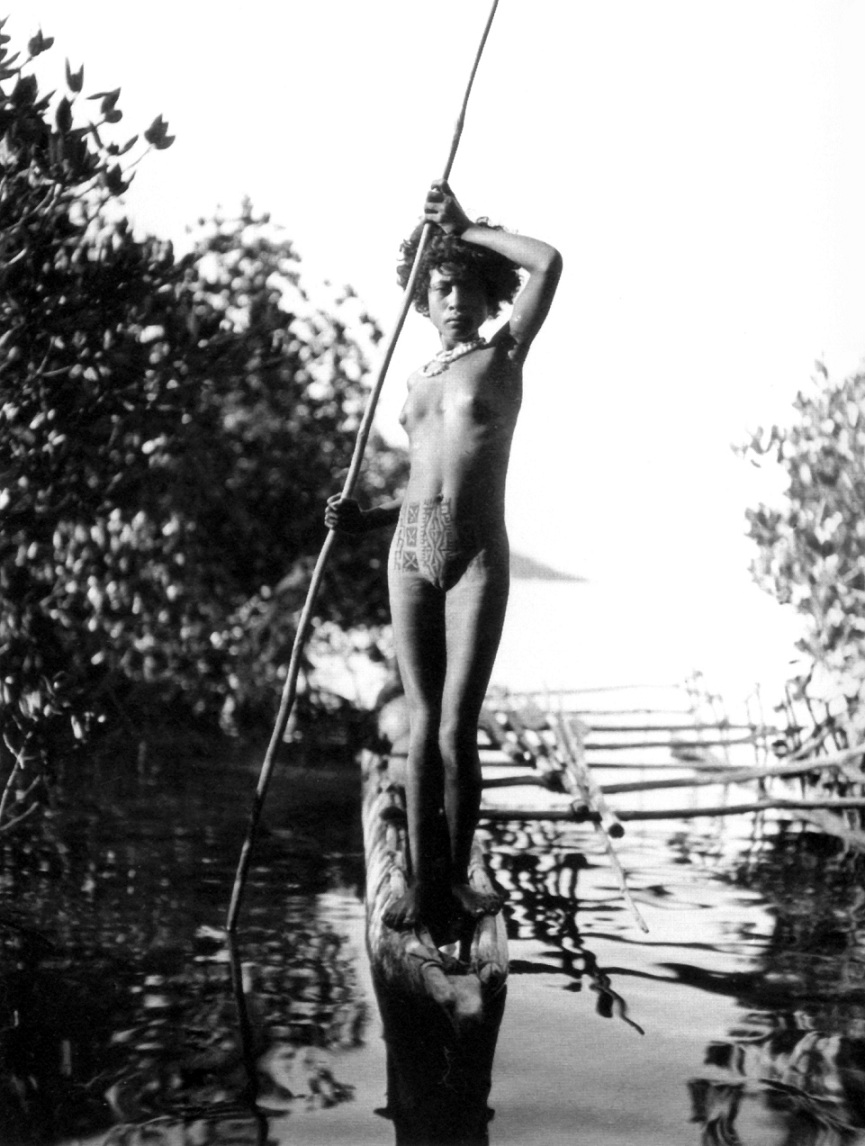
Каное-довбанка з аутригером, острів Нова Гвінея (прибл. 1907 р.)

Тихий океан є батьківщиною багатьох різних форм вітрильних човнів-довбанок. Вони відрізняються своїм планом вітрила та форматами корпусу (одинарні, катамарани чи проа) та будівлею щогли (суцільних або складених). Форми корпусу, носу та корми також сильно відрізняються. Корпуси зустрічались як видовбані з єдиних стовбурів, так і зформовані з дощок. Дизайн човнів залежав як від їх призначення (риболовля, перевезення людей та товарів, війна) так і від географічних особливостей (мілководдя, лагуни, рифи). Каное-довбанки, які використовували для далеких подорожей у відкритому океані, як правило, були дуже великі і оснащені аутригерами для підвищення остійності.

### Меланезія та PT-109 Джона Кеннеді
Мешканці Соломонових островів в Меланезії використовували і продовжують використовувати каное-довбанки для подорожей між островами. Під час японської окупації протягом Другої світової війни, вони завдяки своїй безшумності і невеликим розмірам були одними з найменших човнів, які використовували союзні сили у цій війні. Після затоплення японцями торпедного катера PT-109, який очолював майбутній президент США, а тоді лейтенант американської армії Джон Кеннеді, меланізійці Біуку Гаса і Ероні Кумана добрались до ненаселеного острова, на якому врятувався американський екіпаж з затонулого катера, подолавши 65 км по відкритому океану на каное-довбанці.

### Полінезія

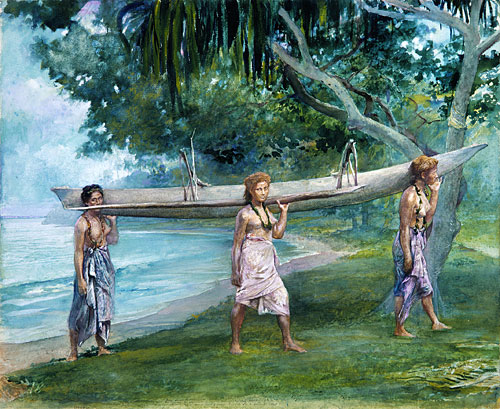
Дівчата, які несуть ва'а у Вайалі, Самоа. Картина Джона Ла Фаржа, (1891)

На островах Самоа корпуси традиційних човнів з аутрігером ва'а невеликих розмірів, що використовують для риболовлі, часто виготовляють як довбанки зі стовбура єдиного дерева, до якого пізніше додають для стабільності один бічний аутригер.
На Гаваях — каное а'а традиційно виготовляється зі стовбура дерева коа. Зазвичай вони перевозять екіпаж із шести осіб — одного керманича та п'яти веслярів.

### Нова Зеландія
Маорі, які прибули до Нової Зеланді ймовірно, зі Східної Полінезії приблизно в 1280 році, користувались дуже великим каное-вака. Один такий човен, датований вуглецем приблизно до 1400 р., був знайдений у Новій Зеландії в 2011 р. Ці каное були здатні перевозили від 40 до 80 воїнів у спокійних захищених прибережних водах або річках. Вважається, що трансокеанські подорожі здійснювались у полінезійських катамаранах. У Новій Зеландії ваки менших розмірів виготовляли з однієї колоди, часто з дерев одного виду ногоплідника, через її легкість, міцність і стійкість до гниття, а більші вака виготовляли приблизно із семи складових частин, зв'язаних між собою рослинними мотузками. Всі ваки характеризуються дуже низьким надводним бортом.

### Австралазія

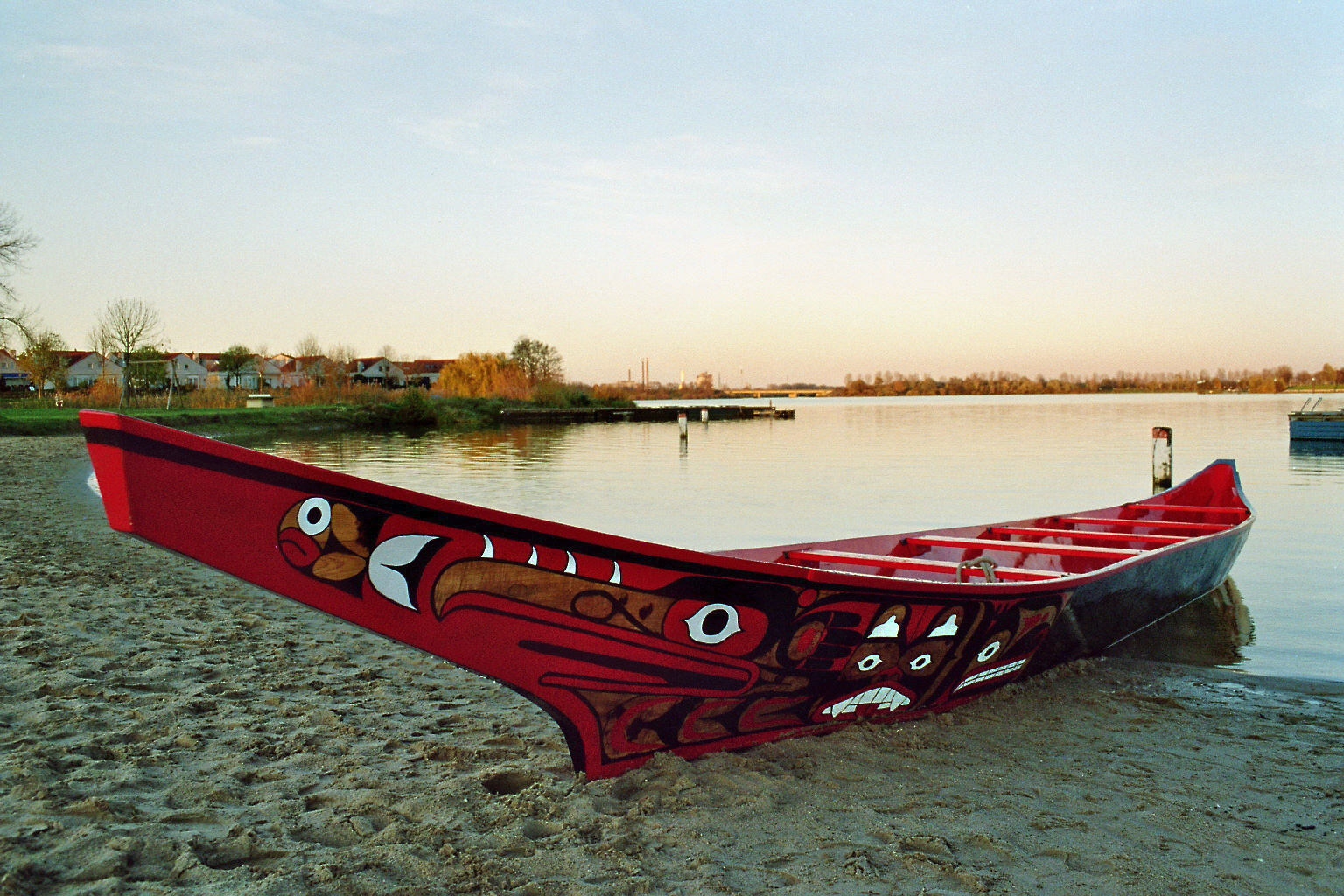
Сучасна морське каное-довбанка з північного заходу Тихого океану

Населення австралійських аборигенів в прибережних районах північної Австралії почало використовувати каное-довбанки приблизно з 1640 року. Їх привезли бугінські рибалки за голотуріями, знані як трепангери, з Макасару в Південному Сулавесі. В Арнемленді місцеві жителі з народності юлну (yolngu) використовують каное-довбанки, які називають ліпаліпа або ліппа-ліппа.
Аборигени з островів Торресової протоки використовували подвійний аутригер, унікальний для своєї місцевості і, ймовірно, інтродукований з папуаських спільнот і згодом модифікований. Їх човни були близько 14 метрів завдовжки, з двома бамбуковими щоглами та вітрилами з пандану. Вони могли плавати на відстань до 80 км і перевозити до 12 осіб.